# George Martin (officier de marine)
Pour les articles homonymes, voir Martin et George Martin (homonymie).
Ne doit pas être confondu avec Georges Martin.
George Martin (1764 – 28 juillet 1847) est un officier de la Royal Navy qui sert pendant la guerre d'indépendance des États-Unis, et les guerres de la Révolution et de l'Empire. Pendant sa longue carrière, il participe à de nombreux combats significatifs, pour lequel il se voit attribuer un nombre d'honneurs et promotions ; il commande un vaisseau à la bataille du cap Saint-Vincent et à celle du cap Finisterre.

## Sources et bibliographie
en anglais
- (en) Mark Adkin, The Trafalgar Companion : A Guide to History's Most Famous Sea Battle and the Life of Admiral Lord Nelson, Londres, Aurum Press, 2007, 560 p. (ISBN 978-1-84513-018-3)
- (en) Peter Burke, Celebrated Naval and Military Trials, W.H. Allen, 1866
- (en) Gregory Fremont-Barnes, The Royal Navy : 1793-1815, Oxford, Osprey Publishing, 2007, 96 p. (ISBN 978-1-84603-138-0)
- (en) Peter Goodwin, Nelson's Ships : A History of the Vessels in Which he Served : 1771-1805, Londres, Stackpole Books, 2002 (ISBN 0-8117-1007-6)
- (en) Peter Goodwin, The Ships of Trafalgar : The British, French and Spanish Fleets : October 1805, Londres, Conway Maritime Press, 2005, 256 p. (ISBN 1-84486-015-9)
- (en) J. K. Laughton, Oxford Dictionary of National Biography, 36, Oxford University Press, 1896 (lire en ligne), « Martin, Sir George (1764-1847) »
- (en) J. K. Laughton, Oxford Dictionary of National Biography, 36, Oxford University Press, 1896 (lire en ligne), « Martin, William (1696-1756) »
- (en) Nicholas Tracy, Who's who in Nelson's Navy : 200 Naval Heroes, Londres, Chatham Publishing, 2006, 384 p. (ISBN 1-86176-244-5)
- (en) Rif Winfield, British Warships of the Age of Sail 1793–1817 : Design, Construction, Careers and Fates, Seaforth, 2007, 418 p. (ISBN 978-1-86176-246-7)